# ألان فروست ارتشر
ألان فروست ارتشر (بالإنجليزية: Allan Frost Archer)‏ هو عالم حيوانات وعالم حشرات أمريكي، ولد في 22 يناير 1908 في بوسطن في الولايات المتحدة، وتوفي في 1994 في ميلدغفيل في الولايات المتحدة.